# Петька 6: Новая реальность
«Пе́тька 6: Но́вая реа́льность» — компьютерная игра в жанре графического квеста, разработанная компанией «Сатурн-плюс» и выпущенная компанией «Бука» для операционной системы Windows 13 октября 2005 года. Является продолжением игры «Петька 5: Конец игры» и шестой в серии игр «Петька и Василий Иванович». Это первая игра серии, полностью выполненная в 3D.
Основной темой «Петьки 6» является пародирование романа Сергея Лукьяненко «Ночной дозор». Как и в романе, в игре, в несколько отличной от романа интерпретации, присутствуют Тёмные и Светлые, Сумрак, дозорные, Гесер (пародируется имя одного из героев романа как марка светлого пива «Гёссер», а его антиподом является тёмный «Хайнекен») и т. д. Помимо пародии на роман, в игре присутствуют аллюзии на другие литературные произведения и художественные фильмы: здесь можно видеть упырей, мумии, вампиров, джедаев, Чебурашку, различных антропоморфных животных и др.
После выхода игра получила смешанные отзывы. Среди достоинств игры рецензенты упоминали новую трёхмерную графику, звуковое сопровождение и игровые головоломки, в то время как к недостаткам были отнесены сюжет и диалоги персонажей. Тем не менее критики сайтов Absolute Games, PlayGround.ru, iXBT.com и «Играй.ру» оценили «Петьку 6» выше предыдущей игры серии, «Петьки 5».

## Игровой процесс
Игра «Петька 6: Новая реальность» является трёхмерной графической приключенческой игрой от третьего лица. Как и в других квестах, игрок по мере развития сюжета должен исследовать игровое пространство, подбирать и использовать предметы, решать загадки, разговаривать с персонажами. Подобно предыдущим играм серии, всё игровое пространство разделено на сцены. На каждой сцене обычно присутствуют предметы и персонажи, с которыми герои могут взаимодействовать, а также переходы на соседние сцены. Курсор, наведённый на активную зону, показывает возможное действие героев («осмотреть», «идти», «действие», «поговорить»). Для быстрого перемещения между посещёнными сценами на некоторых локациях игрок также может использовать карту.
В игре есть три управляемых персонажа — Петька, Василий Иванович Чапаев и Анка. Игрок может сменять активного персонажа на другого, если он доступен для управления в данный момент игры. В зависимости от выбранного персонажа эффект от совершаемых игроком действий может различаться. Для управления используется метод point-and-click. У героев есть инвентарь для хранения предметов. Предметы из инвентаря можно применять на других предметах и персонажах локаций (в том числе и на самих героях), совмещать между собой, а также рассматривать и разбирать.

## Сюжет

Анка, Василий Иванович и Петька у стола в полутёмном помещении

В начале игры Петька, Василий Иванович и Анка находятся в большом полутёмном помещении с множеством дверей. Петька и Василий Иванович посылают Анку за пивом: за «Хайнекеном» для Василия Ивановича и «Гёссером» для Петьки. Анка уходит; герои обращают внимание, что она ушла не в ту дверь, в которую они ходили за пивом.
Анка попадает в незнакомый ей город, жители которого ничего не знают о пиве. На её глазах два упыря убивают человека. После расправы над упырями Анка приносит голову человека, всё ещё подающую признаки жизни, в местную больницу. Там голова обретает голос и рассказывает о противостоянии Тёмных и Светлых. Он Светлый, убитый двумя Тёмными, вышедшими из Сумрака. На вопрос Анки о том, где достать тёмного «Хайнекена», мужчина отвечает, что ей может помочь Серый Гендальф. Гендальф, занимающий нейтралитет между Светлыми и Тёмными, доставляет Анку в бар «Вантуз», в котором находится лидер Тёмных по имени Хайнекен. Она находит VIP-номер Хайнекена, который в это время угрозами пытается склонить на сторону Тёмных ясновидящего мальчика Вову. Анка заступается за Вову, чем приводит Хайнекена в негодование.
Петька и Чапаев отправляются на поиски Анки. Попав в город, они обнаруживают автомобиль Серого Гендальфа. Гендальф соглашается отвезти героев к Гёссеру, если они принесут ему топливо. В поисках бензина Петька заходит в больницу и обнаруживает говорящую голову, которая рассказывает ему, что Анка в опасности. В министерстве культуры герои при помощи заклинания оживляют умершего Гёссера, лидера Светлых, и он перемещает их к Хайнекену. Происходит словесная перепалка, Гёссер успевает спасти Вову, но в итоге Хайнекен отправляет Петьку и Василия Ивановича в городской вытрезвитель, а Гёссера — в сумасшедший дом.
Выбравшись из вытрезвителя, герои проникают в больницу и выручают белого мага, который даёт им белую пилюлю. Петька и Чапай находят Вову и с помощью пилюли Гёссера инициируют его в Светлые. Вова соглашается помочь героям спасти Анку и отправляет их в ателье. Петька и Василий Иванович забираются в пошивочный цех, спасают Анку, после чего обезвреживают Хайнекена. Затем появляется Гендальф и сообщает, что ему удалось найти пиво.

## Разработка
| Системные требования    | Системные требования                    | Системные требования                    |
| ----------------------- | --------------------------------------- | --------------------------------------- |
|                         | Минимальные                             | Рекомендуемые                           |
| Windows                 |                                         |                                         |
| ОС                      | Windows 98/ME/2000/XP                   | Windows 98/ME/2000/XP                   |
| ЦПУ                     | Pentium II 300 МГц                      | Pentium III 733 МГц                     |
| Объём ОЗУ               | 64 МБ                                   | 128 МБ                                  |
| Место на диске          | 1,4 ГБ                                  | 1,6 ГБ                                  |
| Информационный носитель | 8x-скоростной CD-ROM                    | 16x-скоростной CD-ROM                   |
| Видеокарта              | NVIDIA GeForce 2/ATI Radeon 7500        | NVIDIA GeForce 3/ATI Radeon 9600        |
| Звуковая плата          | DirectX 9.0c-совместимая звуковая карта | DirectX 9.0c-совместимая звуковая карта |
| Устройства ввода        | Microsoft-совместимая мышь              | Microsoft-совместимая мышь              |

Один из ранних скриншотов игры: модель Петьки здесь напоминает модель из «Петьки 5». Позже она стала ниже и шире

В октябре 2004 года вышла пятая игра в серии о Петьке и Василии Ивановиче, «Петька 5: Конец игры». Название, атмосферу и концовку игры критики восприняли как намёк на то, что эта игра станет последней в серии, но не исключили возможного выхода сиквела в ближайшем времени. Однако уже 11 июля 2005 года компания «Бука» анонсировала игру «Петька 6: Новая реальность». В анонсе сообщалось, что новая игра станет трёхмерной. Вместе с анонсом в Сеть было выложено несколько скриншотов будущей игры. 13 октября того же года квест появился в продаже.
Игра «Петька 6» ознаменовала переход от двумерной компьютерной графики к трёхмерной. Впервые в серии все элементы игры выполнены в 3D. В техническом плане используется комбинация двумерной и трёхмерной графики: практически все персонажи и некоторые предметы на локациях отображаются как полноценные трёхмерные модели, в то время как фоны локаций, внутриигровые ролики и большинство предметов представляют собой отрендеренные в 2D-представлении 3D-изображения.
В январе 2006 года был выпущен патч, исправляющий некоторые баги игры.
В сентябре 2006 года вышло продолжение серии, «Петька 007: Золото Партии». Графика и главные герои в новой игре почти не изменились по сравнению со своей предшественницей. Сиквел не связан общим непрерывным сюжетом с «Петькой 6». Некоторые рецензенты отмечали, что, в свете скорого выхода новых игр серии, появление «Петьки 007» было довольно предсказуемым и в скором времени следует ожидать новые сиквелы о Петьке и Чапаеве.
В конце декабря 2010 года «Бука» переиздала «Петьку 6» в сборнике «Петька MegaPack», продававшемся в цифровом магазине «Буки». 27 марта 2014 года игра также была переиздана в рамках сборника «БУКА 20 лет. Юбилейная коллекция».

## Отзывы и критика
| Сводный рейтинг       | Сводный рейтинг |
| Агрегатор             | Оценка          |
| --------------------- | --------------- |
| «Критиканство»        | 59/100          |
| Русскоязычные издания |                 |
| Издание               | Оценка          |
| Absolute Games        | 57 %            |
| PlayGround.ru         | 6,6/10          |
| «НИМ»                 | 5,4/10          |
| 3DGamer               | [ 17 ]          |
| 7Wolf Magazine        | 6,0/10          |
| Играй.ру              | 7/10            |

Рецензенты высоко оценили новую трёхмерную графику игры, при этом некоторые критики заметили, что наибольшее внимание было уделено моделям главных героев и освещённым деталям локаций. Так, обозреватель сайта PlayGround.ru писала: «Да, объёмное исполнение персонажей и некоторых объектов приятно радует глаз, но это ведь только часть игрового пространства. Действие в начале игры разворачивается ночью, бо́льшая часть игровой площади настолько затемнена, что ни у кого не возникнет желания вглядываться в закоулки, а, значит, тщательно прорисовывать их не пришлось».
Похвалы удостоилось и звуковое сопровождение игры, включая озвучивание персонажей и саундтрек, хотя отдельные издания указывали на невыразительность музыкальных тем и неподходящий к внешности и характеру Анки голос. Также в качестве достоинств игры были отмечены сложные игровые головоломки, управление сразу тремя персонажами и разбавляющие сюжетное повествование мини-игры.
Неоднозначную оценку получили пародии на художественные фильмы («Звёздные войны» и др.) и литературные произведения («Ночной дозор», «Властелин колец» и др.): одни обозреватели назвали их неуместными, другие, напротив, отметили их оригинальность. Противоречивую реакцию вызвали и продолжительные разветвлённые диалоги: так, рецензент из 7Wolf Magazine утверждал, что «некоторые глупые предложения читать совсем не хочется, но именно между ними зачастую оказывается спрятано необходимое», в то время как критику из iXBT.com понравилось, что «наконец-то появились осмысленные управляемые диалоги, способные влиять на ход событий».
Среди основных недостатков игры рецензенты выделяли невразумительный сюжет и большое количество избитых шуток, в гораздо меньшей мере свойственных предыдущим играм серии. Игорь Артёмов из Absolute Games охарактеризовал сюжет игры следующим образом: «„Ночной дозор“ неотступно преследует друзей на протяжении всего пути, от странноватой завязки до размытого финала. Неловко сбитый сюжетец вращается вокруг естественного желания красноармейцев хлебнуть пивка, а навешенный ярлык оправдывает только удачная (с точки зрения сценаристов) аналогия между пенистым напитком и именем Светлого мага». Автор обзора из PlayGround.ru заявляла: «Разработчики обещали море шуток, приколов, издевательств и анекдотов. Обманули, как всегда. Конечно, по сравнению с некоторыми предыдущими частями сериала, „Новая реальность“ немного поправила свой юмор, но ожидания поклонников оправдать не смогла. Сложно угадать, что послужило причиной — возможно, все сто́ящие шутки уже отшучены, а может быть, чувство юмора создателей потускнело». Критике подверглись также пиксель-хантинг и некоторые изменения интерфейса: в частности, невозможность просмотра в главном меню даты сохранения игры.

## Комментарии
1. ↑  «Чапаев: Петька, а куда это она пошла? Петька: Вестимо куда, Василий Иванович! За пиво́м. Чапаев: Так мы ж, Петька, завсегда за пивом направо ходили, а она — налево. Петька: Может, дверью ошиблась?..» — «Сатурн-плюс», «Петька 6: Новая реальность». Изд. «Бука». Windows (13 октября 2005).
2. ↑  «Голова: Я вам так благодарен, так благодарен, вы себе даже представить не можете! Вы героически спасли меня из лап Тёмных. Анка: Будем реалистами, речь идёт лишь о вашем фрагменте… А кто они такие, собственно, эти тёмные? Голова: Неужели вы не знаете? Тысячелетиями длилось противостояние Света и Тьмы. Лучшие воины обеих сторон сходились в Сумраке, чтобы сразиться. Анка: А что такое Сумрак? Голова: Сумрак?! Вы не знаете, что такое Сумрак? Сумрак — это тот слой мира, из которого проистекает сила Света и Тьмы.» — «Сатурн-плюс», «Петька 6: Новая реальность». Изд. «Бука». Windows (13 октября 2005). Уровень/зона: «Место высадки», ночь.
3. ↑  «Анка: Отлично, раз вы так хорошо разбираетесь во всём тёмном, вы наверняка знаете, как достать тёмного «Хайнекена». Голова: Достать Тёмного Хайнекена? Это слишком опасно. Не всякому под силу! Зачем это вам? Анка: Действительно, зачем это нам? Так уж вышло. Голова: Ну, раз надо, значит, надо… Слушай внимательно! Помочь достать Тёмного Хайнекена может только сам Серый Гендальф.» — «Сатурн-плюс», «Петька 6: Новая реальность». Изд. «Бука». Windows (13 октября 2005). Уровень/зона: «Место высадки», ночь.
4. ↑  «Анка: Официантку вызывали? Только предупреждаю: я без тормозов… Хайнекен: Прости за каламбур, Вова, но ты в нашем деле — тёмная лошадка… Я не хочу, чтобы такой хороший мальчик, как ты, погиб, ибо тебя ждёт великое будущее — ты станешь великим чёрным магом! Но выбор, конечно же, за тобой — простой выбор между таблеткой и смертью. Будешь пить? Вова: Не-а. Хайнекен: Тогда ты не оставляешь выбора мне. Придётся тебя убить. Анка: Да как ты смеешь, конь с горы, маленьких детей обижать! А хочешь, я тебе копыта твои засуну в то место, которого ты без зеркала не видишь?.. Хайнекен: О, новое лицо! Кто такая?» — «Сатурн-плюс», «Петька 6: Новая реальность». Изд. «Бука». Windows (13 октября 2005). Уровень/зона: «Ресторан Хайнекена».
5. ↑  «Петька: А что это вы при такой классной тачке и в такой дыре, прошу прощения, торчите? Гендальф: Да проворонил я, как у меня бензин кончился… Петька: А бросить жалко. Вот она бы тебя, доведись ей, не пожалела… Гендальф: А лимузин и не должен жалеть. Всё, что он должен, это иметь встроенный бар и телевизор. Петька: С баром? Пасечник так жить не должен. Бар — это барство. Кстати, а в этом вашем баре «Хайнекен» или «Гессер» водятся? Гендальф: Ну, в бар к Хайнекену я сегодня больше не поеду — хватит с меня и одного раза. А Гёссер умер. Но, если топлива достанешь, я тебя к нему отвезу.» — «Сатурн-плюс», «Петька 6: Новая реальность». Изд. «Бука». Windows (13 октября 2005). Уровень/зона: «Место высадки», ночь.
6. ↑  «Петька: Слушай, что за детский травматизм, тебя как угораздило? Голова: Долгая история. Могло бы быть и хуже, если бы не Анка… Петька: Анка? Какая Анка? А пива у неё не было? Голова: Пулемёт у неё был… Слушай, Пётр, ты должен, нет, ты просто обязан мне помочь! В министерстве культуры заговор, и секретарша всему виной, и та девушка, Анна, что меня спасла, в опасности… Петька: Анка в опасности? А что нужно делать? Голова: Отнеси меня в министерство культуры!» — «Сатурн-плюс», «Петька 6: Новая реальность». Изд. «Бука». Windows (13 октября 2005). Уровень/зона: «Место высадки», ночь.
7. ↑  «Хайнекен: Кого я вижу?! Да это же мой вечно живой друг Гёссер! Ну что ж, тем лучше. Сейчас вам станет всем очень печально, темно и мокро!.. Гёссер: Беги, Вова, беги! Беги пулей, падай камнем, отползай змеёй!.. Чапаев: Во мраку-то напустил, гад!.. Гёссер: Оператор! Мне нужна навигация на счастливый исход!!! Матрица во мне зашевелилась!!! Хайнекен: В общем, порешим так: этих двоих напоить на посошок до красной горячки и вышвырнуть вон! И-го-го! Моим другом Гёссером займутся мои друзья психиатры. А для вас, Аннушка, я приготовил нечто совершенно особенное!» — «Сатурн-плюс», «Петька 6: Новая реальность». Изд. «Бука». Windows (13 октября 2005). Уровень/зона: «В поисках Гёссера», ночь.
8. ↑  «Гёссер: Спасибо, что вы меня освободили. Петька: Да ерунда это всё, нам бы Анку найти. Гёссер: Найти вашу подругу вам сможет помочь только мальчик Вова. Есть одна проблема: его надо сделать светлым магом — инициировать. Петька: Иници… что сделать? Гёссер: Вы должны дать ему вот эту белую таблетку — тогда Вова станет могучим светлым магом и поможет вам найти Анну.» — «Сатурн-плюс», «Петька 6: Новая реальность». Изд. «Бука». Windows (13 октября 2005). Уровень/зона: «В поисках Гёссера», день.
9. ↑  «Вова: Вы даже не понимаете, что для меня сделали! Это моя судьба — стать великим светлым магом. Чапаев: Ну, раз такой великий, помоги нам Анку у Хайнекена отобрать, а то нам тут уже порядком надоело… Вова: Моих сил недостаточно, чтобы справиться с Хайнекеном в единоборстве, поэтому вам придётся действовать самим. Но я помогу вам! Анку Хайнекен прячет в ателье, а туда можно добраться только через Сумрак. Чапаев: Это как? Вова: Долго объяснять как, но для вас это безразлично. По моей воле сумеречный трамвай, он довезёт вас до места. Да будет так!» — «Сатурн-плюс», «Петька 6: Новая реальность». Изд. «Бука». Windows (13 октября 2005). Уровень/зона: «В поисках Гёссера», день.
10. ↑  «Гёссер: Я-то тебя прощу, а вот простит ли история? Отпустите его. Вы меня правильно поняли. Гендальф: Пацаны, прикиньте, я достал пиво, о необходимости которого так долго твердили… вы! Теперь научите, что с ним делать?» — «Сатурн-плюс», «Петька 6: Новая реальность». Изд. «Бука». Windows (13 октября 2005). Уровень/зона: «Освобождение Анки», день.